# Sea Otter Island
Sea Otter Island är en ö i Kanada.   Den ligger i territoriet Northwest Territories, i den norra delen av landet, 3 900 km nordväst om huvudstaden Ottawa. Arean är 2,7 kvadratkilometer.
Terrängen på Sea Otter Island är mycket platt. Öns högsta punkt är 31 meter över havet. Den sträcker sig 3,0 kilometer i nord-sydlig riktning, och 1,8 kilometer i öst-västlig riktning.